# Liste des aéroports et héliports à Malte

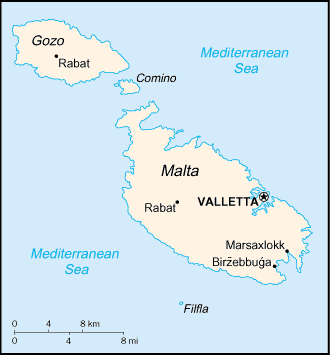
Carte de Malte

Voici une liste des aéroports et héliports de Malte.
L'île disposait de plusieurs aérodromes utilisés en particulier par la Royal Air Force, et qui ont été abandonnés.

## Liste
| Localité     | OACI | AITA | Nom de l'aéroport                              | Coordonnées                      |
| ------------ | ---- | ---- | ---------------------------------------------- | -------------------------------- |
| Luqa / Gudja | LMML | MLA  | Aéroport international de Malte (Luqa Airport) | 35° 51′ 27″ N, 14° 28′ 39″ E     |
| Xewkija      | LMMG | GZM  | Héliport de Gozo                               | 36° 01′ 38″ N, 14° 16′ 19″ E     |
| Comino       |      | JCO  | Héliport de Comino                             | 36° 00′ 36,1″ N, 14° 20′ 50,5″ E |

## Anciens aéroports abandonnés
- Safi
- Ħal Far
- Ta' Qali
- Qrendi
- Base d'hydravions de Kalafrana
- Marsa